# سباس جورجييف
سباس جورجييف (بالبلغارية: Спас Георгиев)‏ هو لاعب كرة قدم بلغاري في مركز الوسط، ولد في 21 يونيو 1992 في ستارا زاغورا في بلغاريا. لعب مع سلافيا صوفيا ونادي ألبيون روفرز ونادي دوبرودزا دوبريتش ونادي ليفينغستون.

## وصلات خارجية
- سباس جورجييف على موقع قاعدة بيانات كرة القدم.إي يو (الإنجليزية)
- سباس جورجييف على موقع Soccerbase.com (لاعب) (الإنجليزية)
- سباس جورجييف على موقع Soccerway.com (الإنجليزية)